# 後貓族
後貓族（学名：Metailurini）是已滅絕的一族貓科，有著相對較細小的劍齒。傳統上被分類在劍齒虎亞科中，但現時認為是貓亞科的一族。牠們生存於中新世至更新世早期，大部份物種都分佈在歐亞大陸。像大部份已滅絕的貓科，後貓族的化石都只有碎片，故其分類仍然有所爭論。